# オー＝ビュジェ線
オー＝ビュジェ線(フランス語: Ligne du Haut-Bugey)はフランス・アン県（ローヌ＝アルプ地域圏）のブール＝カン＝ブレス - ベルガルド間65kmを結ぶ鉄道路線である。途中、ジュラ山脈を越えて行く。現在、この路線はTGVの路線網に組み込むために電化工事と大規模な路線の改良工事が進められ、2010年12月2日より運行を開始し、パリ - ジュネーヴ間は所要時間が20分短縮された。交流25kvによる電化工事と雪崩防止工事、18箇所の踏み切りの立体化などが行われている。

## 歴史
1877年3月29日にブール＝カン＝ブレス - ラ＝クリューズ間がドンブ線会社 (Compagnie de la ligne des Dombes) により開業した。その後、パリ＝リヨン＝地中海鉄道(Chemins de fer de Paris à Lyon et à la Méditerranée,PLM)に統合され、1886年にアンデロ - ラ＝キューズ間の路線がディジョン - ローザンヌ間の幹線と接続する。当路線は最大35‰の勾配と300mの曲率半径を有する急な曲線箇所があり、列車運行の難所であった。その後、ベルガルド - ラ＝クリューズ間は1990年に旅客輸送が休止されてしまった。ラ＝キューズが袋小路状の駅になってしまったことから、リヨンやブルー＝カン＝ブレスからオヨナやサン＝クロード方面へ向かう列車はラ＝クリューズで逆転しなければならなかった。ラ＝クリューズ駅での方向転換を避けるために、モントレアル＝ラ＝クリューズに1996年6月1日に新駅が設置されている。
しかし、その後短絡ルートになることから路線の改良が行われることになり、2006年にブール＝カン＝ブレス - モントレアル＝ラ＝クリューズがオー＝ビュジェ計画のため休止された。ラ＝クリューズ - ベルガルド間はカルパティア山脈線として知られる区間である。

## オー＝ビュジェ計画
オー＝ビュジェ計画は低規格のオー＝ビュジェ線を大幅に改良し、TGVと通常の列車の速度向上を可能にする計画で、専用の高速新線を敷設する計画ではなく既存の在来線を改良する計画であるが、ジュネーヴ方面やLGV南東線への接続などTGVの路線網を構成する上で重要な要素となっている。路線再開時には、パリ - ジュネーヴ間の所要時間は20分早まり距離は47km短縮され速達化が図られ、マコン - ジュネーヴ間はブール＝カン＝ブレス - ベルガルドの経由が加わり改善される。計画完成後はブルー＝カン＝ブレス - アンベリュー - キュロズ線では特に貨物列車の容量も増加する。
電化方式は他のフランス国内の高速新線区間 (LGV) と同様交流25kv50Hzの採用や、車両限界の拡大、踏み切りの除去、路盤や軌道の抜本的な再構築が行われ、環境保護のため湖の保全や防音壁の設置が行われるなど新線建設並みの路線改良が行われている。工業地でオヨナ盆地に近いヌーリュー＝ヴォローニャ (Nurieux-Volognat) に新駅が設置される予定である。ベルガルド＝シュル＝ヴァルスリーヌ駅 (Bellegarde-sur-Valserine) の改良工事として駅舎とジュネーヴ・パリとを結ぶTGV用の新しいプラットホーム、バスステーション、駐車場の建設が含まれる。
もっとも変わった工事現場はシーズ＝ボロゾン橋梁で高い場所は鉄道、低い場所は道路と2層式の橋梁になっている。

## 事業費
計画は完全にフランス側で行われているが、ジュネーヴにも利益が期待されるためスイス側も予算の三分の一を負担している。改良計画の予算は3億4100万ユーロでそのうち2300万ユーロはベルガルド＝シュル＝ヴァルスリーヌ駅の改良に使われ、残り3億1800万ユーロは路線の改良に充てられる。
- フランス交通インフラ財源機構(AFIF)・フランス鉄道線路事業公社(RFF)　2億1400万ユーロ
- スイス　1億1000万ユーロ
- ローヌ＝アルプ地域圏・アン県・オート＝サヴォワ県　1745万ユーロ

2009年4月にRFFは開業を予想外の厳しい冬を警戒し、2010年9月に延期すると発表されていた。

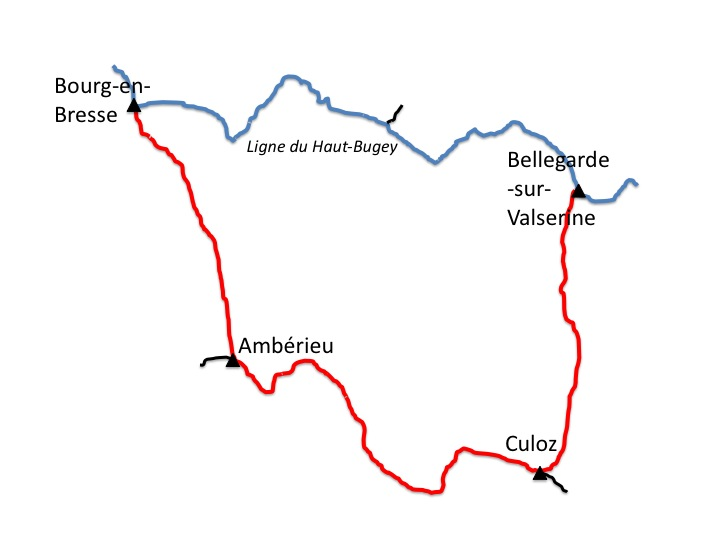
路線位置関係
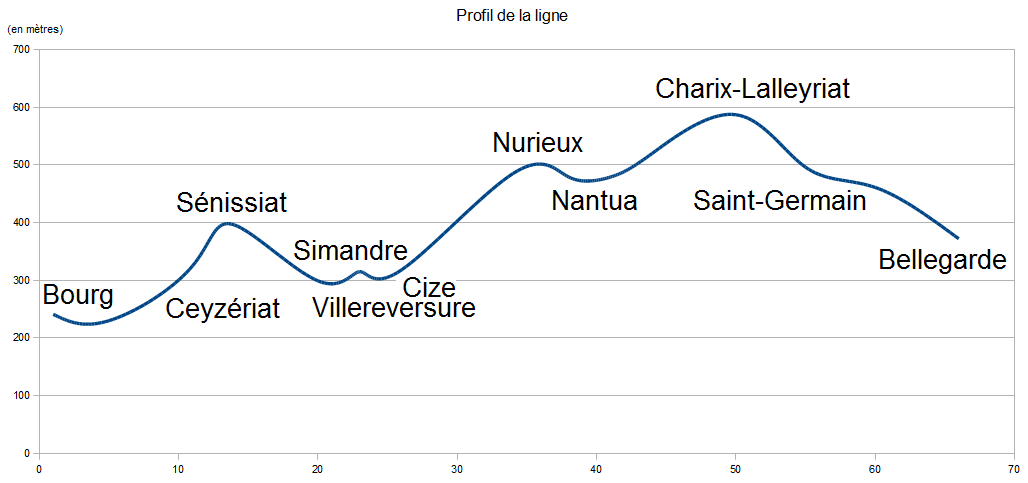
海抜変化
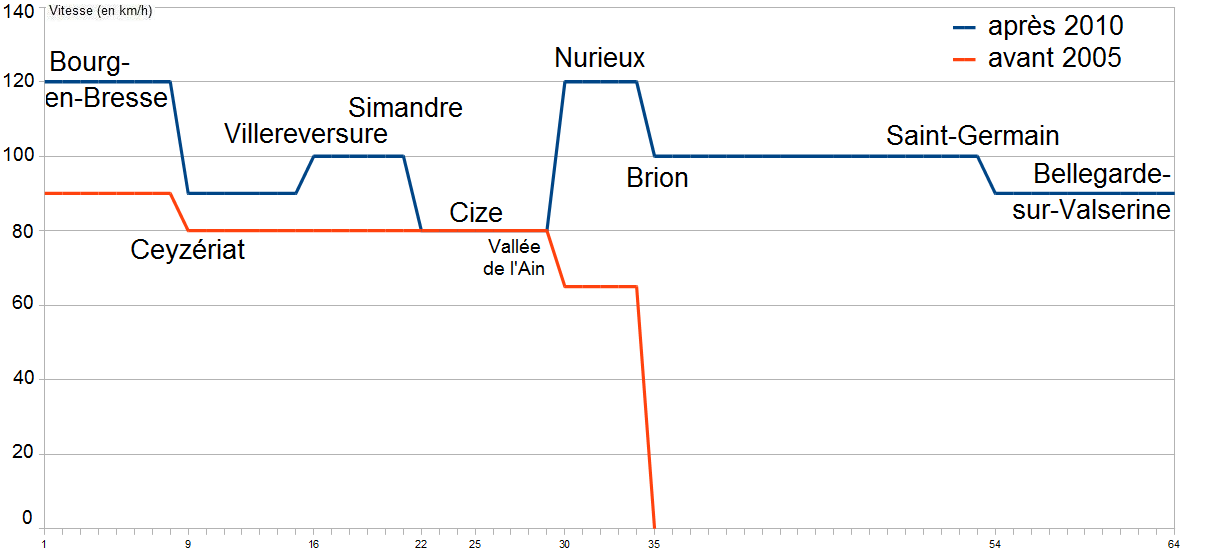
速度変化
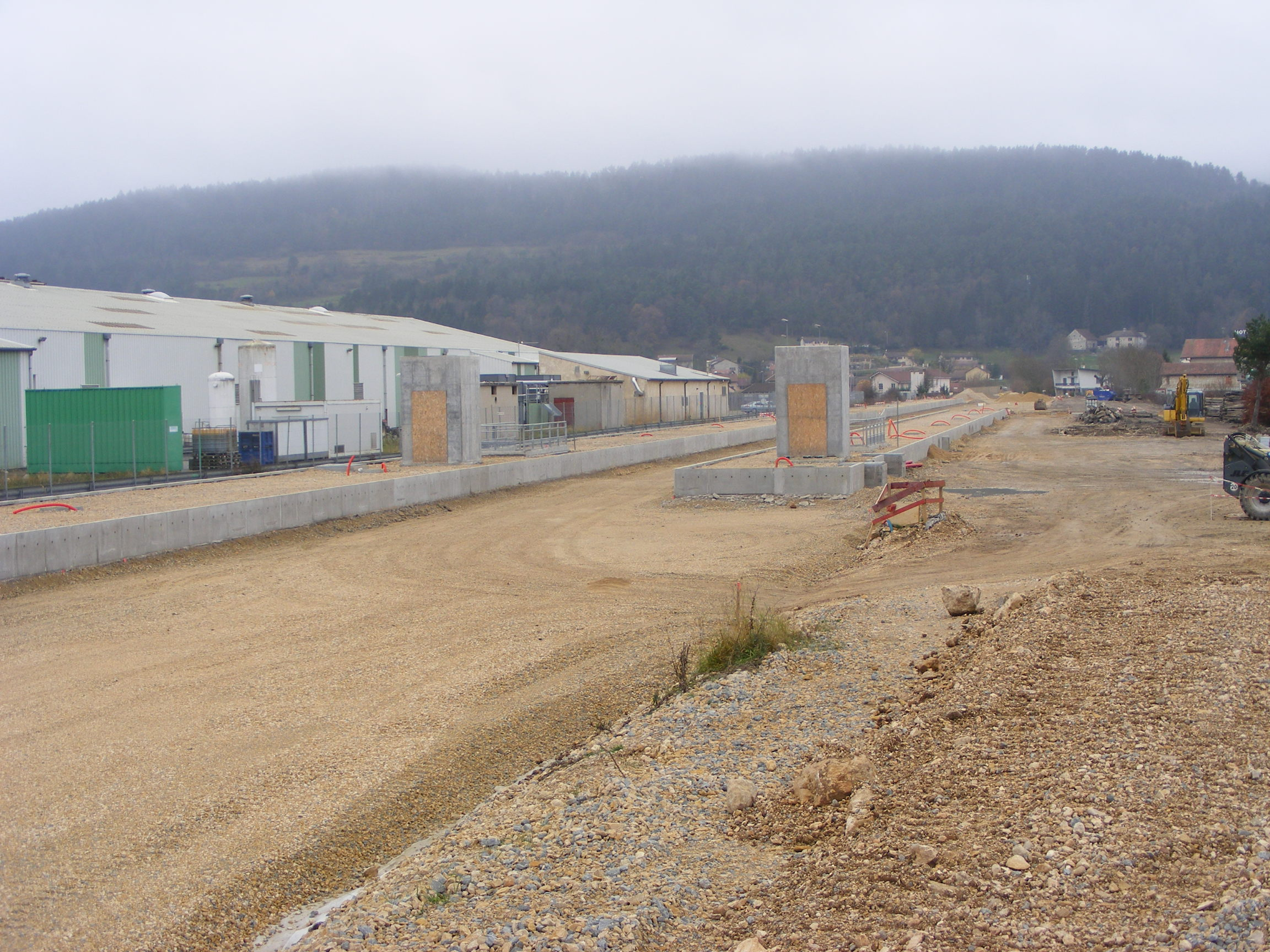
ヌーリュー＝ヴォローニャ新駅
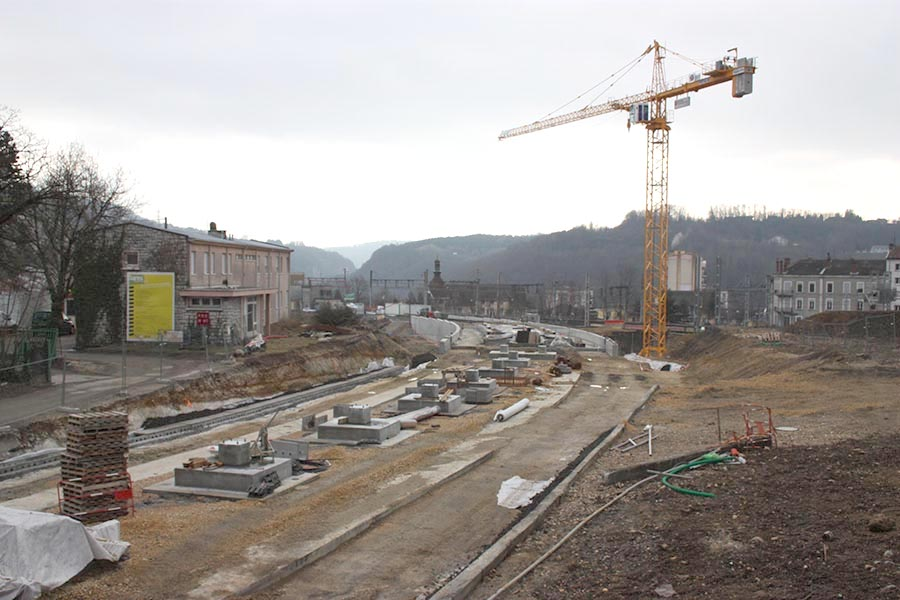
ベルガルド＝シュル＝ヴァルスリーヌ駅の改良工事
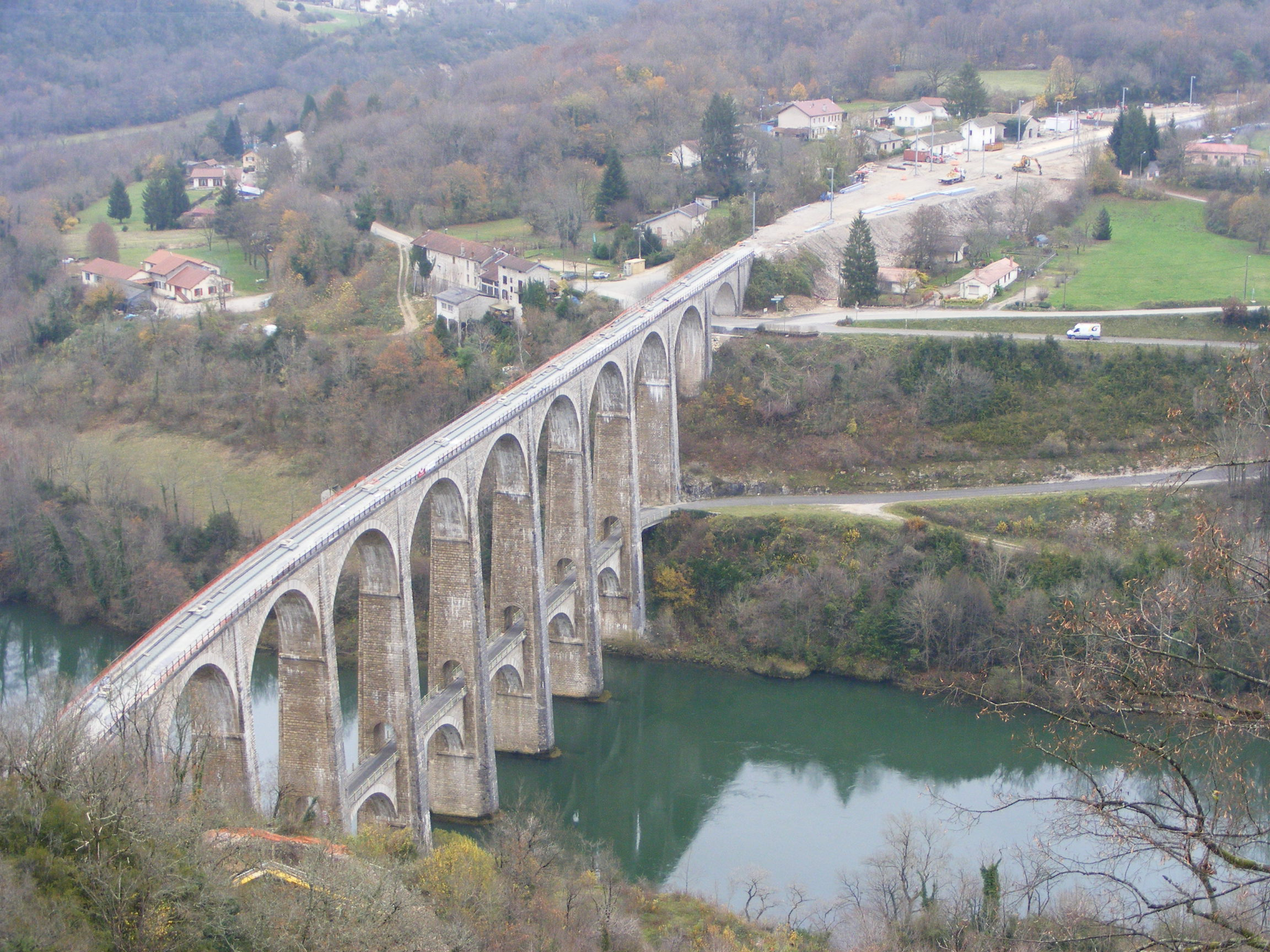
シーズ＝ボロゾン橋梁